# Tottori (stad)
Tottori (Japans: 鳥取市, Tottori-shi) is de hoofdstad van de prefectuur Tottori in de regio Chugoku van Japan. De stad werd gesticht op 1 oktober 1889, en door een herindeling ("gappei") van de omliggende districten werden in november 2004 de grenzen van de stad verlegd.
Tottori is naast Himeji het belangrijkste stedelijke gebied in het San-in district aan deze kant van het eiland Honshu. Belangrijke economische banden, zoals vervoerscentra, worden door de steden gedeeld.
Op 1 april 2008 had de stad een geschatte bevolking van 198.912 inwoners. De bevolkingsdichtheid bedroeg 260 inw./km². De oppervlakte van de stad is 765,66 km².
Tottori is in Japan vooral bekend vanwege haar duinen, die een populair doel zijn voor toeristen. Verder is het ook een belangrijk onderzoekscentrum voor dorre landbouw. Het onderzoek wordt in samenwerking met de nabijgelegen Tottori-universiteit voor Milieustudies (Tottori University of Environmental Studies) gedaan. Deze universiteit opende in 2001 haar deuren. Naast de universiteit is de elektrotechnische- en metaalindustrie belangrijk.
Culinaire specialiteiten zijn krab en inktvis.

## Geschiedenis
De hoofdstraat, Wakasa (Jonge kersenbloem straat), is gelegen tussen het in het noorden gelegen station en de berg Kyushouzan ("eeuwige vurenboom") waar het oudste gedeelte van de stad ligt. Centraal hier liggen de ruïnes van het kasteel van de Ikeda familie, die de positie van daimyo had. Het kasteel is open voor het publiek, en hier vindt ook iedere herfst het Kasteel-festival plaats. In de omgeving hiervan liggen parken, musea en tempels. De stad zelf is tijdens zijn groei uitgewaaierd, met uitgangspunt bij het kasteel.
De vriendschapsbanden die Tottori met andere Japanse steden heeft, zijn gebouwd op banden ontstaan vanaf het eind van de 16e eeuw.
- De geschiedenis achter het band met Iwakuni in de prefectuur Yamaguchi begon in 1581 toen Hideyoshi Hashiba de Tottori clan probeerde te overwinnen door hen te laten verhongeren. Dit gebeurde slechts acht jaar nadat het kasteel was gebouwd boven op de berg Kyushozan. De heer van het kasteel te Tottori, Tsuneie Kikkawa, voorkwam dat zijn volk en soldaten gedood werden door zelf harakiri te plegen. Sindsdien leeft hij voort in de herinnering van de mensen van Tottori als een weldoener. In Iwakuni werkten de nakomelingen van Kikkawa generatie na generatie als hoofdbedienden van de clan. Sindsdien zijn er vriendschappelijke banden tussen de twee steden.
- De verbinding met Himeji in Hyogo ontstond in 1600 toen Nagayoshi Ikeda, een jongere broer van Terumasa Ikeda (heer van het kasteel Himeji ) heer van het kasteel te Tottori werd.
- Tussen 1884 en 1885 vertrokken ongeveer honderd ex-samurai families van de haven te Karo, om in het Kushiro-gebied van Hokkaido het land te verbouwen en wonen. Zij stichtten daar het dorp Tottori dat in 1949 door de stad Kushiro werd geannexeerd.

In september 1943 werd Tottori (stad en prefectuur) getroffen door een zware aardbeving met een kracht van 7,2 op de schaal van Richter en 6 op de Japanse schaal. In het getroffen gebied vielen er in totaal meer dan 1000 doden en werden meer dan 27.000 gebouwen geheel of gedeeltelijk verwoest. De volgende ramp trof de stad in 1952 toen in een grote brand 6786 huizen verloren gingen en 3 mensen overleden. Door deze twee recente rampen is, met betrekking tot architectuur, nog weinig van het verleden te vinden in Tottori.
Op 1 oktober 2005 kreeg Tottori het statuut van speciale stad van Japan.

## Geografie
De stad ligt in het noordoosten van het prefectuur met dezelfde naam, in het zuidwesten van het eiland Honshu. Tottori bevindt zich aan de kust van de Japanse Zee.

## Fusies
Op 1 november 2004 werden de gemeenten Fukube en Kokufu (van het District Iwami), Aoya, Ketaka en Shikano (van het District Ketaka) , Kawahara, Mochigase en Saji (van het District Yazu) aangehecht bij de stad Tottori. Door deze fusie verdubbelde de oppervlakte van de stad.

## Natuur
Tottori ligt in een prefectuur dat ook wel de prefectuur met de tuinen wordt genoemd. Bij de stad hoort een van de nationale parken van de prefectuur, de San-in kust waarin de Tottori-sakyu zandduin ligt. Deze kust werd in 1955 benoemd tot nationaal monument en sinds 1963 heeft zij de status van nationaal park.

### De duin
De duin bij Tottori is de grootste van Japan. Hij is gelegen tussen de berg Shichi in het oosten en Kitano-misaki in het westen en is ongeveer 16 kilometer lang, 2,4 kilometer breed en meer dan 9 meter hoog. De duin bestaat uit zeer fijne, witte zand en ontstond toen vulkanische as van de berg Daisen door de Sendai-rivier werd afgezet. De wind vanuit de Japanse Zee zorgt dat de duin telkens verandert, zo ontstaan er diepe kuilen, duinpannen en hoge toppen. In de duin kunnen ook verschillende planten en insecten worden gevonden.

## Tottori Observatorium
Het aardbevings-waarnemingscentrum werd, in overeenstemming met het Japanse project voor voorspellen van aardbevingen, in 1964 opgericht als "Tottori Microearthquake Observatory". In 1990, toen het "Onderzoekscentrum voor het voorspellen van aardbevingen" werd opgericht, veranderde het centrum zijn naam in "Tottori Observatory". Het onderzoekscentrum kent negen onderstations, allen uitgerust met zeer gevoelige, driedelige seismografen.

## Cultuur
- Teiichi Okano, (岡野貞一) (16 februari 1878 – 29 december 1941) was een van de bekendste Japanse componisten van kinderliedjes. Verder heeft hij ook de muziek bij het gedicht "Furusato", dat tijdens de sluitingsceremonie van de Olympische winterspelen te Naganoo in 1998 werd gespeeld, gecomponeerd.
- Het Shan-Shan Festival wordt gehouden op 16 augustus, ’s avonds. Tijdens het festival wordt de bekende Shan Shan Paraplu dans uitgevoerd. Meer dan 4000 mensen wandelen dan door de straten van Tottori terwijl ze "Sore shan shan" roepen. Ze dragen paraplu's met lange stokken met zich mee. De paraplu's zijn versierd met meer dan 100 belletjes waaraan goud- en zilverpapieren briefjes hangen. De woorden "shan shan" geven de klank van belletjes in het Japans weer. Het festival heeft zijn oorsprong in het Yedo tijdperk als een gelegenheid waarbij er tijdens droogte om regen werd gebeden. Oorspronkelijk heette zij "de parapludans van Inaba" en werd de dans door professionele dansers uitgevoerd. Later is de dans in een eenvoudiger versie herzien opdat iedereen kon dansen. Een zeer grote Shan-shan paraplu is te vinden in de hoofdhal van het station.
- Het kasteel van Tottori werd in 1545 op de berg Kyusho gebouwd en is vandaag niet meer dan een ruïne. Door de eeuwen heen is het door brand, aardbevingen en overstromingen geteisterd geweest.
- Vanaf de ruïnes van het kasteel is er goed zicht op een villa, Jinpukaku, die in 1907 in Europese stijl werd gebouwd. Het bijzondere was niet alleen de stijl, maar ook het feit dat dit het eerste gebouw in deze prefectuur was waarin elektrisch licht geïnstalleerd werd. Jinpukaku werd de tweede residentie van Nakahiro Ikeda, de heer van de Tottori-clan, die tijdens de Edoperiode deze regio bestierde. De villa was ook het verblijf van prins Yoshihito tijdens zijn bezoeken aan het San-in district. Vandaag is het een museum waarin zowel de geschiedenis van de Ikeda-familie als huishoudelijke objecten van de Meiji- en Taisho-era worden tentoongesteld. De enige kamer die niet Europees is gemeubileerd, is de slaapkamer van prins Yoshihito (de latere keizer Taisho). In deze kamer vindt men tatamimatten in plaats van tapijt en futons in plaats van bedden.
- Warabe Kan (Het huis van de kinderen), werd ontworpen met speelgoed en kinderliedjes als thema. Het bestaat uit het huis van de kinderliedjes en de speelgoedkamer. In het liedjeshuis zijn typisch Japanse liederen in de schijnwerpers geplaatst, zoals Furusato (de stad waar je vandaan komt) en Haruno Ogawa (lentebeek). Beide zijn door Teiichi Okano geschreven. De speelgoedkamer werd in 1989 gebouwd ter herinnering aan het honderdjarig bestaan van de stad en de wereldtentoonstelling van speelgoed. Hier zijn meer dan 2000 objecten van over de hele wereld te zien, zowel antiek als modern speelgoed.

## Zustersteden
- Kushiro in de gelijknamige subprefectuur op het Japanse eiland Hokkaido sinds 4 oktober 1953,
- Himeji in de prefectuur Hyogo sinds 8 maart 1972,
- Iwakuni in de prefectuur Yamaguchi sinds 13 oktober 1995,
- Hanau in Duitsland sinds 1989. Warabe-kan (Tottori Wereld Speelgoed Museum) heeft sinds 7 juli 1995 een zustermuseum, het Hessen Poppen Museum in Hanau.
- Cheongju in Zuid-Korea sinds augustus 1990.